# Hoba Wawi
Hoba Wawi is een bestuurslaag in het regentschap West-Soemba van de provincie Oost-Nusa Tenggara, Indonesië. Hoba Wawi telt 1653 inwoners (volkstelling 2010).